# Altermagnétisme
L'altermagnétisme est un comportement magnétique combinant des propriétés du ferromagnétisme et de l'antiferromagnétisme, découvert dans les années 2020.

## Histoire
Dans un matériau ferromagnétique, tous les spins peuvent être alignés par l'application d'un champ magnétique et le rester après sa suppression, créant ainsi une aimantation rémanente. Cette aimantation peut être inversée par l'application d'un autre champ magnétique, ce qui permet d'utiliser ces matériaux comme mémoires informatiques. Cette technique a donné naissance à la spintronique, dans laquelle les informations sont codées via le spin des électrons plutôt que par la charge. Dans les années 1930, il est apparu qu'il était beaucoup plus courant que les spins d'atomes voisins pointent dans des directions opposées, de sorte que leur aimantation nette s'annule (antiferromagnétisme). Parce que cette disposition décalée des spins est beaucoup plus stable que la disposition uniforme, les matériaux antiferromagnétiques sont presque impossibles à aimanter : pendant la Seconde Guerre mondiale, des bobines électriques ont été utilisées pour que les coques des navires aient un comportement antiferromagnétique et échappent aux mines rampantes (attirées par les corps aimantés). Plus récemment, des dispositifs spintroniques ont été constitués à partir d'antiferromagnétiques : bien que plus difficiles à manipuler, leurs spins peuvent basculer jusqu'à 1 000 fois plus rapidement que ceux des ferromagnétiques, ce qui permet un stockage et un traitement des informations plus performants et plus économes en énergie.
En 2018, à la recherche d'un matériau qui serait à la fois spintronique et antiferromagnétique, le physicien Libor Šmejkal étudie à l'université Johannes-Gutenberg de Mayence les propriétés du dioxyde de ruthénium RuO2. Ses calculs suggèrent qu'il ne devrait pas avoir d'aimantation permanente, comme un matériau antiferromagnétique normal, mais que soumis à un courant électrique il devrait se comporter comme un matériau ferromagnétique : les forces magnétiques dans le matériau dévieraient les électrons du courant, conduisant à une forte tension dans la direction perpendiculaire,. En 2020, une équipe chinoise confirme expérimentalement ces propriétés paradoxales du dioxyde de ruthénium,. En 2021, Šmejkal et al. créent le nom d'altermagnétisme et proposent une explication : dans ces matériaux, un atome sur deux est tourné de 90° et son spin de 180°.

## Matériaux altermagnétiques

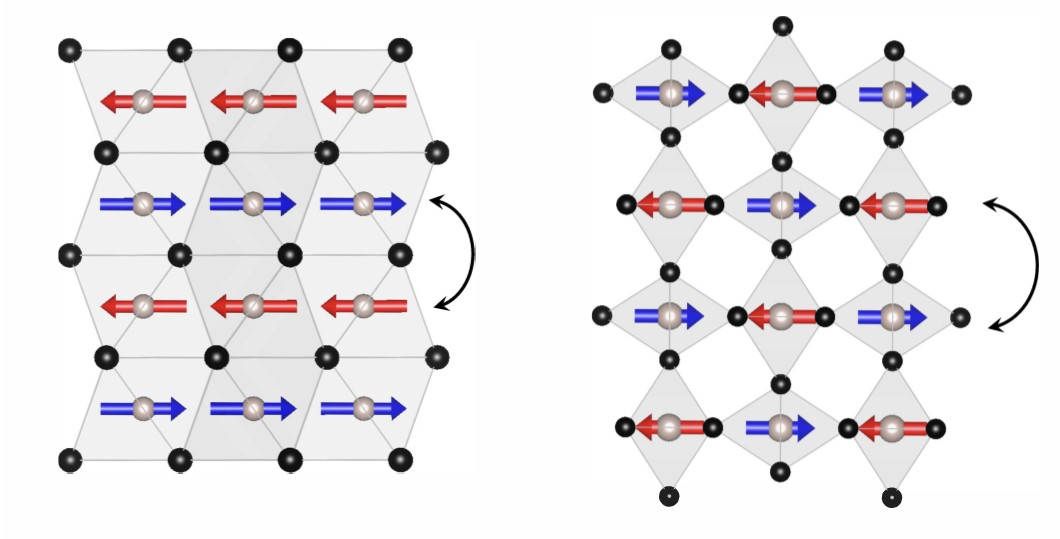
Alternance de l'orientation des spins dans deux matériaux altermagnétiques : le tellurure de manganèse MnTe (à gauche) et le dioxyde de ruthénium (à droite).

Selon les prévisions théoriques, plus de 200 composés chimiques devraient être altermagnétiques. Les preuves expérimentales sont recherchées activement, dans l'espoir de développer de nouveaux dispositifs électroniques. En 2023, le comportement altermagnétique est confirmé pour 14 matériaux (les mieux étudiés étant le dioxyde de ruthénium RuO2 et le tellurure de manganèse MnTe) et assuré par intelligence artificielle pour 25 autres.